# Boro (Balibo)
Boro ist ein Ort im osttimoresischen Suco Balibo Vila (Verwaltungsamt Balibo, Gemeinde Bobonaro). Er liegt in einer Meereshöhe von 394 m im Norden der Aldeia Belola. Nach Norden hin schließt sich der Nachbarort Malileten an, der seit 2015 zum Suco Leolima gehört. Mit Balibo, dem Hauptort des Sucos Balibo Vila, verbindet Boro nur eine über drei Kilometer lange Piste.
Südlich des Dorfes befindet sich der Friedhof von Boro.